# Vekoma
Vekoma (een afkorting voor Veld Koning Machinefabriek), gevestigd in het Limburgse Vlodrop, is een fabrikant van pretparkattracties. De attractiebouwer bouwt onder andere achtbanen, madhouses, panoramavliegsimulatoren en paratowers. In 2018 werd Vekoma overgenomen door de Japanse achtbaanfabrikant Sansei Technologies, moederbedrijf van de Amerikaanse achtbaanfabrikant S&S Worldwide.

## Geschiedenis
Hendrik op het Veld begon in 1926 te Vlodrop een bedrijf voor het produceren van ploegen en andere landbouwwerktuigen. In de jaren vijftig ging het bedrijf over op het fabriceren van staalconstructies voor de Limburgse mijnindustrie. In de jaren zestig maakte Vekoma de overstap van steenkool naar petrochemie (aardgas en -olie). Voor de petrochemie waren grote lange buizen nodig. Ten slotte is het bedrijf zich aan het eind van de jaren zeventig meer en meer gaan toeleggen op het vervaardigen van achtbanen en andere zogenaamde thrillrides voor pretparken. Dit deden zij met hulp van Arrow Dynamics. In deze branche werd Vekoma uiteindelijk 's werelds grootste producent.

### Faillissement
In augustus 2001 ging Vekoma failliet. Het bedrijf had veel last van concurrentie en het uitblijven van nieuwe opdrachten van pretparken. Het ontsloeg daarom in april 2001 100 werknemers. Dit kon niet voorkomen dat Vekoma in augustus 2001 failliet werd verklaard.
In september 2001 kocht het Schiedamse staalbedrijf Huisman de activiteiten, waarna het bedrijf een doorstart maakte onder de naam Vekoma Rides. Huisman kocht 80% van de aandelen en de andere 20% kwamen in handen van oud-directeur Roger Houben.
Een aantal voormalige medewerkers zette de bij Vekoma opgedane expertise in bij het nieuwe bedrijf Kumbak Coasters.

## Attractietypes

### Achtbanen

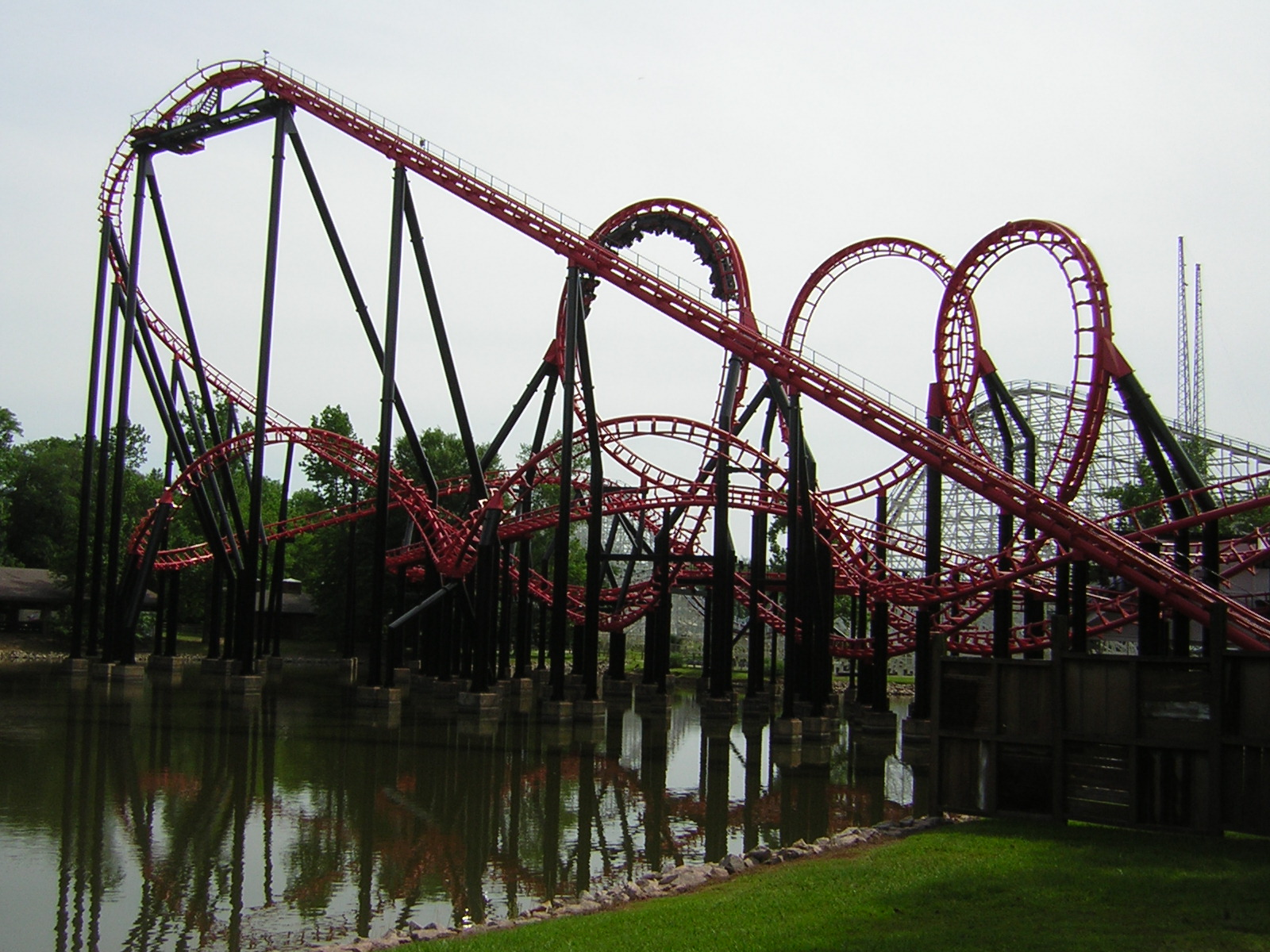
Een van de achtbanen van Vekoma in Six Flags Over Georgia.

Bekende Vekoma-attracties in Nederland zijn onder andere de achtbanen Condor, Speed of Sound (voorheen La Via Volta), en Xpress (voorheen Superman, the Ride) in Walibi Holland en de Python en Vogel Rok in de Efteling. Ook in Disneyland Paris (Space Mountain en Big Thunder Mountain Railroad) en Walt Disney Studios Park (Rock 'n' Roller Coaster) zijn achtbanen van Vekoma te vinden. De Revolution in Bobbejaanland, een indoorachtbaan met het langste achtbaantreintje ter wereld, is eveneens van de hand van Vekoma, net als de Dreamcatcher en de juniorcoaster Oki Doki. Walibi Belgium heeft vier achtbanen van Vekoma in zijn bezit, namelijk Vampire, Cobra, Calamity Mine en als laatste Weerwolf, een van de enige drie houten achtbanen die Vekoma ooit gebouwd heeft. De eerste achtbaan van Vekoma ooit stond ook in Walibi Belgium: Tornado. Deze werd geopend in 1979 en in 2006 afgebroken.
Ook werd de vliegende achtbaan F.L.Y. (Phantasialand) door hen gemaakt, welke in 2020 opende in het themagebied Rookburgh, wat een Steampunkthema heeft gekregen. Dit was 's werelds eerste gelanceerde vliegende achtbaan en tevens de langste vliegende achtbaan ter wereld. Voor deze baan zijn volledig nieuwe treinen ontwikkeld en is een nieuw kantelsysteem bedacht, wat het in- en uitstappen volledig anders aanpakt dan elke eerder gebouwde vliegende achtbaan ter wereld.

#### Populaire achtbaanontwerpen
In 1984 opende Bellewaerde in België de eerste boomerangachtbaan. Dit was echter niet de eerst gebouwde, maar wel de eerste die geopend werd voor het publiek, aldus RCDB. Het compacte ontwerp, in combinatie met de drie inversies(doordat je ook achterwaarts gaat, ga je 6 keer overkop), zorgde voor een intense achtbaan die betaalbaar was voor beginnende parken, of als een toevoeging bij de wat grotere parken. Sinds 1984 zijn er 53 exemplaren van deze soort gebouwd, daarnaast zijn er ook nog twee varianten bij gekomen: de Invertigo en de Giant Inverted Boomerang. Vanaf 2016, sinds de invoering van het nieuwe en soepelere tracktype, worden deze modellen nog maar zelden gebouwd.
Een ander bekend ontwerp is de serie omgekeerde achtbanen onder de naam Suspended Looping Coaster (SLC).

#### Nieuw railtype

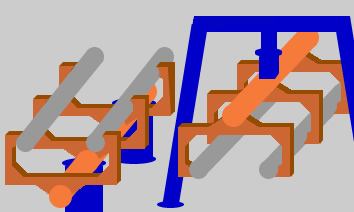
De oude vormgeving van rails van Vekoma-achtbanen

De oude achtbanen van Vekoma zijn te herkennen aan de rails: een U-profiel gemonteerd op een ronde steunbalk. De nieuwe Vekoma-achtbanen maken gebruik van een andere railvorm, de MK1101. Dit is een triangelprofiel gemonteerd op een ronde steunbalk, net als bij het oude ontwerp, maar veel compacter doordat de rail zelf direct op de triangel is gemonteerd. Met dit ontwerp kunnen soepeler achtbanen gebouwd worden. Een vergelijkbaar railtype werd eerder al toegepast op hangende achtbanen en kinderachtbanen - bijvoorbeeld de Junior Coaster heeft ook een platte rail, maar zonder de typerende ronde steunbalk. Vanaf 2016 paste Vekoma dit nieuwe railtype toe bij alle nieuwe banen. Eind 2015 werd een nieuwe trein voorgesteld die op deze rails past.
Modellen met dit nieuwe railtype zijn bijvoorbeeld de Stingray en de Bermuda Blitz. Van deze laatste is in 2016 een gebouwd, Lech Coaster in Legendia, Polen. De achtbaan opende in 2017 en werd gewaardeerd om zijn soepelheid. Er werd gesproken van de nieuwe generatie Vekoma-achtbanen.
Hoewel Vekoma al meerdere soepele achtbanen heeft gebouwd, blijft het imago van ruwe achtbanen wel nog steeds rond het bedrijf hangen. De herkomst van het imago komt voort uit de productie van de rail (matig "gedraaid") en de afstand tussen de voertuigwielen en de rail, in meerdere "SLC's" is het goed te zien dat de upstop-wielen niet meedraaien. Door het gewicht van de trein "klapt" deze als het ware op de rail bij inversies of stevige bochten.

### Paratower

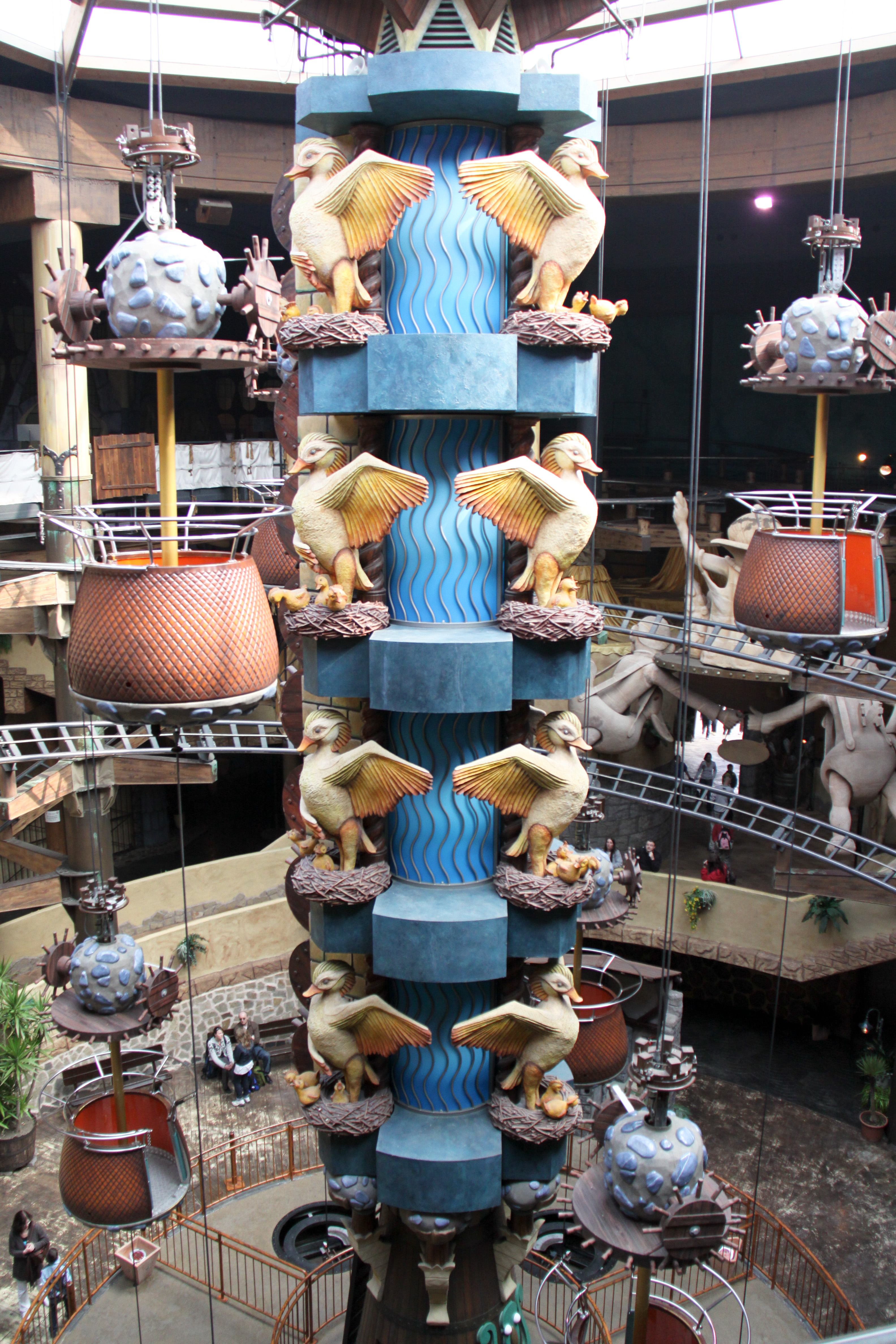
Tittle Tattle Tree, een paratower gebouwd door Vekoma

Vekoma heeft inmiddels voor verschillende attractieparken paratowers gebouwd, zoals Tittle Tattle Tree in Phantasialand en de inmiddels afgebroken Parachute Tower in Bobbejaanland.

### Madhouse

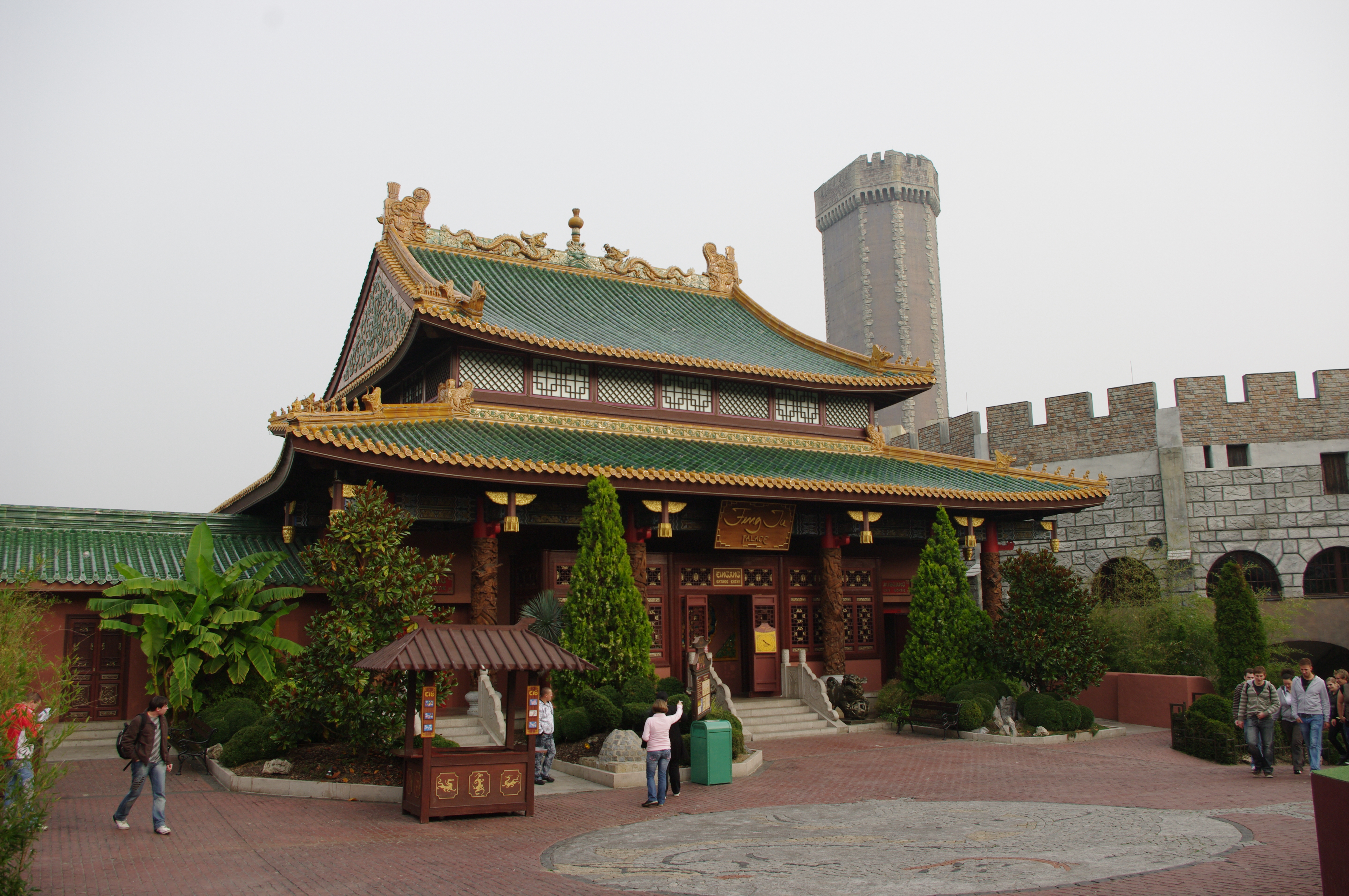
De madhouse Feng ju Palace in Phantasialand.

Vekoma bouwt ook de Madhouse attractie. De bekendste hiervan werd in 1996 geopend in de Efteling onder de naam Villa Volta. In de jaren die daarop volgden heeft Vekoma meerdere madhouses gebouwd zoals Feng Ju Palace in Phantasialand, Hex - the Legend of the Towers in Alton Towers en Merlin's Magic Castle in Walibi Holland. In België vinden we onder andere in Bellewaerde het Magische Huis van Houdini terug, en in Walibi Belgium staat het Paleis van de Geest.

### Pandora's box
In 2004 ontwierp Vekoma samen met het Duitse Heimo een nieuw type attractie; Pandora's box. Ondanks de belangstelling er voor op de IAAPA 2004 is er nooit een gebouwd.

## Attracties
Attracties van Vekoma zijn in meer dan 40 landen te vinden.

### Nederland
Parken met attracties van Vekoma:

#### Efteling
- Python, een stalen achtbaan (heropgebouwd in 2018-2019 met nieuwe en oude segmenten)
- Vogel Rok, een overdekte stalen achtbaan
- Villa Volta, een madhouse
- Slakkenmonorail Volk van Laaf, een monorailbaan door een lavendorp

Verdwenen uit het park:
- Polka Marina, een koggemolen

#### Toverland
- Booster Bike, een stalen achtbaan
- Toos-Express, een stalen indoor juniorachtbaan

#### Duinrell
- Monorail, track van monorail (wagentjes andere bouwer)

#### Walibi Holland
- Condor, een omgekeerde achtbaan
- Speed of Sound (voorheen La Via Volta), een shuttle-achtbaan van het boomerangtype
- El Rio Grande, een wildwaterbaan
- Merlin's Magic Castle, een madhouse
- La Grande Roue, een reuzenrad
- Xpress: Platform 13, een stalen lanceerachtbaan

Verdwenen uit het park:
- Waikiki Wave, een topspinattractie
- Robin Hood, een houten achtbaan

#### Avonturenpark Hellendoorn
- Balagos – Flying Flame, een stalen achtbaan
- Rioolrat, een stalen achtbaan

Verdwenen uit het park:
- Moby Dick, een rupsbaan

#### Julianatoren
- Super 8 Baan

#### Attractiepark Slagharen
- Mine Train

#### Wildlands
- Arctic 1, een 4D-simulator
- Tweestryd, een dubbele familie-boomerangachtbaan

### België
In België staan er achtbanen gebouwd door Vekoma in onder andere:

#### Bobbejaanland
- Dreamcatcher (eerst Air Race)
- Oki Doki (eerst Junior Coaster)
- Revolution

#### Bellewaerde
- Boomerang, de eerst geopende Boomerangachtbaan
- Magische Huis van Houdini, een madhouse

#### Walibi Belgium
- Calamity Mine, een stalen mijntreinachtbaan
- Cobra, een stalen achtbaan van het Vekoma-boomerangtype
- Vampire, een stalen achtbaan
- Weerwolf, een houten achtbaan
- Le Palais du Génie, een madhouse

Verdwenen uit het park:
- Tornado, de eerste achtbaan die Vekoma ooit bouwde

#### Plopsaland De Panne
- K3 Roller Skater, kinderachtbaan (model Large Junior Coaster)

#### Plopsaland Coo
- De Smurfer

### Frankrijk
In Frankrijk staan achtbanen gebouwd door Vekoma in onder andere:

#### Disneyland Parijs
- Space Mountain (Overdekte achtbaan die later omgebouwd werd naar Star Wars Hyperspace Mountain)
- Big Thunder Mountain
- Avengers Assemble: Flight Force (tot 1 september 2019 Rock 'n' Roller Coaster)
- Casey Jr. Circus Train

- Phantom Manor, een themarit

### Duitsland
In Duitsland staan achtbanen gebouwd door Vekoma in onder andere:

#### Phantasialand
- F.L.Y., de eerste vliegende lanceerachtbaan ter wereld, in themagebied Rookburgh
- Raik, een familieboomerangachtbaan in themagebied Klugheim
- Colorado Adventure, Mexicaans thema
- Crazy Bats, een Overdekte achtbaan
- Feng Ju Palace, een madhouse
- Tittle Tattle Tree, een paratower

#### Holiday Park
Verdwenen uit het park:
- Superwirbel

#### Tripsdrill
- Hals-über-Kopf, een Suspended Coaster (hangende achtbaan)
- Volldampf, een Family Boomerang Coaster.

### Polen
In Polen staan veel achtbanen gebouwd door Vekoma in onder andere:

#### Energylandia
Dit park heeft de meeste Vekoma-achtbanen ter wereld.
- Energus, een Junior Coaster (kinderachtbaan)
- Dragon, een Suspended Coaster (hangende achtbaan)
- Mayan, een Suspended Coaster (hangende achtbaan)
- Formuła, een Launched Roller Coaster (lanceerachtbaan)
- Boomerang, een Boomerang Coaster
- Frida, een Family Coaster (familieachtbaan)
- Abyssus, een Double Launch Coaster (lanceerachtbaan)
- Light Explorers, een Family Boomerang Coaster
- Honey Harbour, een familieachtbaan
- Choco Chip Creek, een mijntreinachtbaan

#### Legendia
- Lech Coaster, een Bermuda Blitz Coaster

## Records
- De in 2006 geopende en door Vekoma gebouwde achtbaan Expedition Everest in Disney's Animal Kingdom was de duurste achtbaan ooit gebouwd.
- De (El) Condor in Walibi Holland was de eerste Suspended Looping Coaster op het Europese vasteland, en de eerste ter wereld met twee stoeltjes naast elkaar. Er waren al een paar exemplaren met vier stoeltjes naast elkaar.